# Beau-Bois
Beau-Bois (anglais: Beau Bois) est un district de services locaux de Terre-Neuve-et-Labrador, au Canada. Il se trouve dans le sud de la province, sur la péninsule de Burin.